# 赫尔高乡
赫尔高乡是冰岛东北区的市镇。市镇面积为894平方公里，人口数量为780人（2023年）。

## 历史
2001年1月1日，数个市镇合并为赫尔高比格兹市镇（Hörgárbyggð）。2010年赫尔高比格兹和另外一个市镇合并为现今的赫尔高乡市镇。